# واين روزنتال
واين روزنتال (بالإنجليزية: Wayne Rosenthal)‏ هو لاعب كرة قاعدة أمريكي، ولد في 19 فبراير 1965 في بروكلين في الولايات المتحدة.

## وصلات خارجية
- واين روزنتال على موقعبيزبول رفرنس.كوم (الدوري الرئيسي) (الإنجليزية)
- واين روزنتال على موقعبيزبول رفرنس.كوم (الدوري الثانوي) (الإنجليزية)